# Cantharellus noumeae
Cantharellus noumeae är en korallart som beskrevs av Bert W. Hoeksema och George Newton Best 1984 . Cantharellus noumeae ingår i släktet Cantharellus och familjen Fungiidae. IUCN kategoriserar arten globalt som starkt hotad. Inga underarter finns listade i Catalogue of Life.